# 本多康政
本多 康政（ほんだ やすまさ）は、近江膳所藩の第8代藩主。康俊系本多家宗家8代。

## 生涯
伊勢国神戸藩主・本多忠統の九男。初名は忠節（ただとき）。明和元年（1764年）閏12月6日に兄の先代藩主・康桓の養嗣子となり、明和2年（1765年）正月25日の康桓の隠居により家督を継いだ。しかし同年10月晦日に21歳で死去し、跡を養嗣子の康伴が継いだ。

## 系譜
父母
- 本多忠統（実父）
- 本多康桓（養父）

子女
- 飛鳥井雅威室

養子、養女
- 本多康伴 ー 酒井忠寄の五男
- 本多康伴正室 ー 本多康桓の娘